# DeMars
DeMars (Dansk Forsvars Management- og Ressourcestyringssystem) er et administrativt it-system, der bruges af det danske forsvar. Systemet bygger på det kommercielle SAP-system, som i løbet af 6 års udviklingsarbejde for en pris på 1152 mio. kr. er blevet tilpasset til Forsvarets behov.
Forsvaret har i perioden fra 1999 til 2004 gradvist indført DeMars med det formål at styre og forvalte næsten alle dele af sin virksomhed.
DeMars samler og behandler oplysninger om økonomi, personel, materiel, projektledelse, vedligeholdelse, ledelsesinformation, kurser, indkøb, arbejdstid, tjenesterejser og meget andet.
Før DeMars blev opgaverne løst af op mod hundrede forskellige programmer – eller udført i hånden. Det medførte dobbeltarbejde, og at det var besværligt eller umuligt at få et samlet overblik.
Ved at samle disse forskellige arbejdsgange i et stort og samlet it-system - DeMars - planlagde forsvaret at effektivisere arbejdsgangene og få en samlet økonomistyring.
Personel, som skal bruge DeMars, skal først grunduddannes via et e-læringskursus, hvorefter mere specialiserede funktioner læres enten på andre e-læringskurser eller tilstedeværelseskurser.

## Forsvarets ibrugtagning af systemet
I 2005 skrev Rigsrevisionen en beretning om forsvarets ibrugtagning af systemet. Beretningen konkluderer overordnet, at "Forsvarets anskaffelse af DeMars har været tilfredsstillende".
De følgende års erfaring med DeMars har dog vist sig at være utilfredsstillende.
I 2008 måtte forsvaret således betale 259 mio. kr. i konsulentudgifter alene til DeMars, og endte det år med at overskride sit samlede budget til IT-konsulenter på 119 mio. kr. med 350 mio. kr.
I juni 2011 rettede Rigsrevisionen en "sønderlemmende" kritik mod forsvarets økonomistyring og dermed mod DeMars, der åbenbart ikke tillader forsvaret at udregne omkostningerne for de enkelte opgaver og missioner. Folketinget har derved svært ved "at træffe nogle beslutninger, fordi man ikke rigtig ved, hvad tingene koster". En af årsagerne til, at økonomistyringen ikke er kommet til at fungere med DeMars, angives at være, at systemet ikke bliver brugt rigtigt længere nede i hierarkiet.
I august 2011 bragte Nyhedsmagasinet Ingeniørens IT-sektion artiklen 'Soldaters udlægning af SAP: Standser Al Produktivitet'. Ifølge denne artikel opfatter et antal af forsvarets medarbejdere DeMars som 'alt for komplekst. Det giver rod, forvirring og spildte arbejdstimer'.

## Fodnoter
1. 1 2 3  Mikkel Meister (7. december 2011). "Tidslinje: Få overblikket over forsvarets ERP-kaos her". Version2. Arkiveret fra originalen 17. april 2012. Hentet 23. januar 2013.
2. ↑  Rigsrevisionens beretning om forsvarets ibrugtagning af systemet (Webside ikke længere tilgængelig)
3. ↑  "It-konsulenter kostede Forsvaret en halv milliard | Version2". Arkiveret fra originalen 4. marts 2016. Hentet 23. januar 2013.
4. ↑  "Statsrevisor: Kritikken af Forsvaret er alvorlig - Politiken.dk". Arkiveret fra originalen 31. august 2011. Hentet 23. januar 2013.
5. ↑  "Rigsrevision giver forsvaret store øretæver - Politiken.dk". Arkiveret fra originalen 18. juni 2011. Hentet 15. juni 2011.
6. ↑  "Soldaters udlægning af SAP: Standser Al Produktivitet | Version2". Arkiveret fra originalen 1. september 2012. Hentet 22. januar 2013.